# Illey
Illey är en by i unparished area Halesowen, i distriktet Dudley, i grevskapet West Midlands, i England. Byn är belägen 10 km från Birmingham. Illey var en civil parish 1866–1974. Civil parish hade 133 invånare år 1951.